# Louise Larsson
Louise Larsson (Karlstad, 30 juli 1990) is een golfprofessional uit Zweden. Ze speelt op de Ladies European Tour.
In 2010 zat zij in het team dat het ELTK op La Manga won. Ook vertegenwoordigde zij Zweden bij de Espirito Santo Trophy, waar haar team op de derde plaats eindigde.
Louise won de eerste ronde van de Tourschool en eindigde in de finale op de 5de plaats. In 2011 speelt zij met een volle kaart op de Ladies Tour. Haar beste resultaat in de eerste tien toernooien is een 21ste plaats in Duitsland, hoewel ze met een 27ste plaats in Zwitserland meer verdiende. Haar caddie tot begin 2011 was haar twee jaar oudere zusje Caroline.
Op 21 februari 2011 waren Louise en Caroline Larsson in Christchurch, Nieuw-Zeeland toen daar een aardbeving was met een kracht van 6,3 op de schaal van Richter. Er vielen 181 doden maar het restaurant waar ze zaten, was een van de weinige gebouwen in de straat dat bleef staan. Drie weken later werd Caroline aan beenmergkanker geopereerd en in mei werd haar rechteronderbeen geamputeerd.

## Gewonnen
Ladies Tour
- 2010: Tourschool (ronde 1)

Teams
- Europees Landen Team Kampioenschap: 2010 (winnaars)